# San Genesio Atesino
San Genesio Atesino (Jenesien) é uma comuna italiana da região do Trentino-Alto Ádige, província de Bolzano, com cerca de 2.700 habitantes. Estende-se por uma área de 68 km², tendo uma densidade populacional de 40 hab/km². Faz fronteira com Bolzano, Meltina, Renon, Sarentino, Terlano.

## Demografia
| Variação demográfica do município entre 1861 e 2011                               |
|                                                                                   |
| Fonte: Istituto Nazionale di Statistica (ISTAT) - Elaboração gráfica da Wikipedia |